# Homaspis pectinata
Homaspis pectinata là một loài tò vò trong họ Ichneumonidae.